# Lotta Sea Lice
Lotta Sea Lice é um álbum de estúdio colaborativo entre Courtney Barnett e Kurt Vile, lançado em 13 de outubro de 2017, pela Matador Records, Marathon Artists e Milk! Records. O álbum recebeu críticas positivas. 

## Gravação
Barnett e Vile anunciaram que tocaram juntos e decidiram fazer uma turnê mútua em 7 de junho de 2017. Eles anunciaram a data de lançamento e o primeiro single "Over Everything" em 30 de agosto. 

## Recepção da crítica
O álbum recebeu três de cinco estrelas de Stephen Thomas Erlewine, da AllMusic, que elogiou um pouco da performance e diversão do álbum, mas concluiu: "Como ambos são cantores carismáticos e com uma melodia elíptica, é bastante agradável, mas por quando seus 45 minutos terminam, Lotta Sea Lice parece uma festa onde os anfitriões estão se divertindo muito mais do que seus convidados."

## Faixas
| N.º            | Título                               | Duração |  |
| 1.             | "Over Everything (Kurt Vile)"        | 6:19    |  |
| 2.             | "Let It Go (Courtney Barnett)"       | 4:33    |  |
| 3.             | "Fear Is Like a Forest (Jen Cloher)" | 4:47    |  |
| 4.             | "Outta the Woodwork (Barnett)"       | 6:21    |  |
| 5.             | "Continental Breakfast (Vile)"       | 4:53    |  |
| 6.             | "On Script (Barnett)"                | 3:59    |  |
| 7.             | "Blue Cheese (Vile)"                 | 4:37    |  |
| 8.             | "Peepin' Tom (Vile)"                 | 4:14    |  |
| 9.             | "Untogether" (Tanya Donelly)"        | 4:50    |  |
| Duração total: | Duração total:                       | 44:33   |  |

## Ficha técnica
Músicos
- Courtney Barnett – guitarra, piano e vocal
- Kurt Vile – guitarra e vocal
- Mick Harvey – guitarra e teclado
- Rob Laakso – contra baixo, VI bass, guitarra barítona, teclado
- Alex Landragin – guitarra
- Jade McInally – backing vocals
- Stella Mozgawa – bateria
- Dave Mudie – bateria, backing vocals
- Jess Ribeiro – guitarra, backing vocals
- Bones Sloane – guitarra, backing vocals
- Mick Turner – guitarra
- Jim White – bateria

Técnica
- Callum Barter – mixagem, engenheiro de som
- Greg Calbi – masterização